# Michail Wladimirowitsch Tatarinow
Michail Wladimirowitsch Tatarinow (russisch Михаил Владимирович Татаринов; * 16. Juli 1966 in Angarsk, Russische SFSR) ist ein ehemaliger russischer Eishockeyspieler, der in seiner aktiven Zeit von 1983 bis 1994 unter anderem für die Washington Capitals, Nordiques de Québec und Boston Bruins in der National Hockey League gespielt hat.   

## Karriere
Michail Tatarinow begann seine Karriere als Eishockeyspieler beim HK Sokol Kiew, für dessen Profimannschaft er von 1983 bis 1986 in der höchsten sowjetischen Spielklasse aktiv war. Anschließend wechselte der Verteidiger zum HK Dynamo Moskau, für den er in den folgenden vier Spielzeiten auf dem Eis stand und mit dem er in der Saison 1989/90 zum ersten und einzigen Mal in seiner Laufbahn Sowjetischer Meister wurde. In der gleichen Spielzeit wurde er in das All-Star Team der sowjetischen Eishockeyliga gewählt. Bereits im NHL Entry Draft 1984 war er in der elften Runde als insgesamt 225. Spieler von den Washington Capitals ausgewählt worden, für die er aber erst in der Saison 1990/91 zum Einsatz kam, nachdem er diese noch bei Dynamo Moskau begonnen hatte. 
In seinem Rookiejahr in der NHL erzielte Tatarinow in 65 Spielen acht Tore und gab 15 Vorlagen. Am 22. Juni 1991 wurde er im Tausch gegen ein Zweitrundenwahlrecht für den NHL Entry Draft 1991 an die Nordiques de Québec abgegeben. Bei den Kanadiern konnte er sofort Fuß fassen und seine Ausbeute in der Saison 1991/92 auf 38 Punkte in 66 Spielen steigern. Anschließend wurde der Russe jedoch immer wieder von zahlreichen Verletzungen geplagt. Zwar erhielt er am 30. Juli 1993 einen Vertrag als Free Agent bei den Boston Bruins, konnte jedoch nur noch spärlich eingesetzt werden und beendete im Anschluss an die Saison 1993/94, in der er nur noch insgesamt fünf Mal für Boston und dessen Farmteam, die Providence Bruins aus der American Hockey League, auf dem Eis gestanden hatte, im Alter von 28 Jahren vorzeitig seine Karriere.                 

### International
Für die Sowjetunion nahm Tatarinow im Juniorenbereich an der Junioren-Europameisterschaft 1984, sowie den Junioren-Weltmeisterschaften 1984, 1985 und 1986 teil. Im Seniorenbereich stand er im Aufgebot seines Landes beim Rendez-vous ’87, sowie bei der Weltmeisterschaft 1990 und 1991 beim Canada Cup. 

## Erfolge und Auszeichnungen
- 1990 Sowjetischer Meister mit dem HK Dynamo Moskau
- 1990 First All-Star-Team der sowjetischen Eishockeyliga

### International
| - 1984 Bester Verteidiger bei der Junioren-Europameisterschaft - 1984 Goldmedaille bei der Junioren-Weltmeisterschaft - 1985 Bronzemedaille bei der Junioren-Weltmeisterschaft - 1985 All-Star Team bei der Junioren-Weltmeisterschaft - 1986 Goldmedaille bei der Junioren-Weltmeisterschaft | - 1986 All-Star Team bei der Junioren-Weltmeisterschaft - 1986 Bester Verteidiger bei der Junioren-Weltmeisterschaft - 1990 Goldmedaille bei der Weltmeisterschaft - 1990 All-Star Team bei der Weltmeisterschaft - 1990 Bester Verteidiger bei der Weltmeisterschaft |